# Laminacauda dysphorica
Laminacauda dysphorica là một loài nhện trong họ Linyphiidae.
Loài này thuộc chi Laminacauda. Laminacauda dysphorica được Eugen von Keyserling miêu tả năm 1886.